# Понамарчук Дмитро Митрофанович
Дмитро Митрофанович Понамарчук (13 липня 1962, у м. Донецьку — 12 березня 2021) — громадський діяч, журналіст — активний учасник національно-визвольної боротьби за незалежність і демократичний устрій України. Беззмінний прес-секретар В'ячеслава Чорновола, керівник прес-центру кандидата у президенти України Віктора Януковича
25 березня 1999 року лідер Народного Руху загинув у автокатастрофі. Дмитро, який був у тій машині, зазнав тяжких травм, але вже 9.09.1999 р. заснував Фонд вільних журналістів імені Вячеслава Чорновола.
Член правління Українського медіа-клубу, наглядової ради Української асоціації парламентських журналістів.[джерело?]

## Нагороди
У 2000 році в Австралії нагороджений міжнародною організацією «Спілка визволення України» Золотою медаллю Тараса Шевченка.[джерело?]
У 2010 році нагороджений орденом «За заслуги» ІІІ ступення.[джерело?]

## Освіта
У 1988 році закінчив факультет журналістики Київського університету та курси Всесоюзного інституту підвищення кваліфікації працівників телебачення і радіомовлення (Москва).
У 1996 році працював в Інституті українських досліджень Гарвардського університету. Стажувався в Університеті Євросоюзу в Будапешті, Європейському інституті державного управління в Маастріхті (Нідерланди, 2000), Вищій школі суспільної служби імені Роберта Ваґнера Нью-Йоркського університету (2001 р.).

## Біографія та громадсько-політична діяльність
Працювати почав з восьмого класу приймачем макулатури. Після закінчення школи був курсантом Лієпайського морехідного училища, механіком на Республіканському телецентрі, адміністратором на Українському телебаченні та репортером у спортивній редакції Держтелерадіо УРСР.
Перші публікації мав у «Вечірньому Києві».
У 1983—1984 роках працював у місті Ачинську Красноярського краю у місцевих газетах, на районному радіо, завлітом у драмтеатрі. По поверненню до Києва — кореспондент «Спортивної газети», спортивний оглядач у «Київській правді» та журналі «Україна». Далі — редактор «Радіо „Київ“», що мовило на всі країни світу. Один із двох засновників «Радіо ROKS Україна» — першої в Україні незалежної приватної радіостанції.
У 1989 році перед установчими зборами прийшов у Народний Рух України. У 1990 році відкрив громадський прес-центр Народного Руху і Народної Ради — першої опозиції у Верховній Раді України. Поширював у засобах масової інформації матеріали про діяльність Комітету підтримки Литви, створеного з ініціативи Руху.
З 1991 року прес-секретар Вячеслава Чорновола, якого Народний Рух висунув кандидатом у перші президенти України. Очолював агенцію «Рух-прес», яка стояла біля витоків української вільної журналістики, редактор політвідділу газети Вячеслава Чорновола «Час/Тіме».
У 1995-96 рр. зробив серію автобіографічних телеспогадів Леха Валенси, Станіслава Шушкевича, Вітаутаса Ландсбергіса та інших видатних діячів у межах міжнародного проекту «Усна історія Незалежної України». Ориґінали цієї унікальної відеобібліотеки на довічному зберіганні в архіві Гарвардського університету.
У 1996 році за завданням Вячеслава Чорновола таємно вивіз із Білорусі в Україну лідера Білоруського Народного Фронту Зянона Пазьняка, на якого полював КҐБ за опозиційну діяльність проти президента Олександра Лукашенка.
У 1998 році за поданням Вячеслава Чорновола затверджений Верховною Радою членом Громадської ради Суспільного телерадіомовлення України.
1998—2001 — головний консультант фракції Руху у Верховній Раді.
У 2000 році упорядкував і власним коштом видав першу книжку австралійської журналістки Марійки Галабурди-Чигрин «Україно моя, Україно…»
Першим в Україні видав збірку документів про державну допомогу сім'ям з дітьми. Організував збір коштів на видання посмертної книги легендарного українського журналіста Сергія Набоки «Увага № 0». Пожертвував 1000 доларів на видання українського перекладу книги англійського журналіста Ярослава Кошіва «Обезголовлений» про трагічну долю Георгія Гонгадзе.
У 2004 році першим видав критичні книжки своїх друзів про Віктора Ющенка.
Цього ж року провів перший чемпіонат України з доміно серед журналістів під гаслом «Забий козла!», видав перші в Україні пародійні гральні карти «Тусовочна колода» з шаржами на знаних політиків.
У 2009 році написав книжку про Юлію Тимошенко — «Юленька Золотенька рученька», яку дарує лише знайомим, щоб уникнути звинувачень в «чорному піарі».
2010 році — керівник прес-центру Віктора Януковича на виборах-2010.
Організовував українських журналістів у поїздки на Олімпіади в Барселону та Сідней, на інавгурації президента Чечні Аслана Масхадова і президента США Джорджа В. Буша, на саміти НАТО у Празі та Бухаресті, на другий з'їзд депутатів рад усіх рівнів у Сіверськодонецьку.
У листопаді 2016 року став співзасновником та головним редактором інформаційного агентства «Alibi.net.ua».

## Захоплення
Любив твори Миколи Гоголя, Василя Стефаника, Ярослава Гашека (Дмитро зібрав усі книги Гашека, перекладені українською), Василя Стуса, особливо цінував статті Івана Франка, щоденники Сергія Єфремова, філософію Євгена Сверстюка, публіцистику Вячеслава Чорновола та Адама Міхніка.
Захоплення — ексклюзивна політична література, шанувальник цирку, верлібру та швабського пива.